# Editorial Universidad de Sevilla
L'Editorial Universidad de Sevilla és una editorial espanyola registrada per la Universitat de Sevilla el 2005 com a transformació del seu Secretariat de Publicacions, fundat el 1938. El seu catàleg abasta uns 1.500 títols (entre edicions impreses i digitals), que tracten sobre diferents àmbits del coneixement científic i són el resultat de la projecció de la seva activitat cultural i docent. És membre fundacional de la Unió d'Editorials Universitàries Espanyoles (UNE).